# Інтертелеком
«Інтертелеком» — український телекомунікаційний оператор, який із 2024 року працює у форматі GSM як MVNO-оператор, а до того понад 20 років надавав послуги зв'язку у стандарті CDMA. Компанія зареєстрована 21 вересня 1998 року та історично стала першим національним CDMA-оператором в Україні, що надавала послуги місцевого й мобільного зв'язку стандарту CDMA2000 1x; EV-DO rev.A і EV-DO rev. У першому кварталі 2011 року «Інтертелеком» запустив доступ до Інтернету за технологією EVDO Rev. B зі швидкістю передачі інформації до 14,7 Мбіт / с.
19 квітня 2011 року запущено в комерційну експлуатацію покриття (CDMA2000 1x і EV-DO rev.A) у Львівській, Дніпропетровській, Запорізькій, Харківській, Донецькій, Луганській областях.
«Інтертелекому» належить код «094». Входить в групу операторів, що обслуговують безкоштовний SMS-чат GMail.
Бенефіціарами є Придністровські бізнесмени Гушан Віктор Анатолійович та Казмали Ілля Михайлович, які є власниками аналогічного оператора у Придністров'ї та Придністровського холдингу «Шериф»

## Історія

### 1998
- 21 вересня — зареєстровано підприємство ТОВ «Інтертелеком»
- 24 листопада — Державний комітет зв'язку та інформатизації ухвалив рішення про видачу ліцензії на види діяльності
- 25 листопада — виділено код доступу 045

### 1999
- 18 червня — завершено проектування мережі міжміського, міжнародного зв'язку ТОВ «Інтертелеком»

### 2000
- 16 березня — ДКЗІ ухвалено рішення про видачу ліцензії на види діяльності
- 21 березня — відкриття офіційного представництва в м. Чорноморську
- 29 липня — виділений номерний ресурс в Одесі у кількості 10000 номерів
- 17 листопада — перший тестовий дзвінок

### 2001
- 6 лютого — здача завершеного об'єкту МЦК АТС ТОВ Інтертелеком в Одесі державній комісії
- 16 березня — офіційне відкриття ТОВ Інтертелеком. Початок комерційної експлуатації системи. Підключення першого абонента
- травень — в Одесі запущені в експлуатацію базові станції «Котовська» у районі селища Котовского і «Центральна» (вул. Фонтанська дорога,3)
- 18 травня — підключено 100-й абонент мережі Інтертелеком
- 18 вересня — в Одесі встановлена базова станція «Таірово»
- листопад — підписано контракт на реконструкцію системи з метою переходу в 3G1x

### 2002рік
- 18 лютого — в Одесі запущено базову станцію (вул. Велика Арнаутська)
- 17 квітня — запущено базову станцію в Білгород-Дністровському
- 19 квітня — до мережі Інтертелеком підключений тисячний абонент
- червень — початок співробітництва з «Укртелекомом» у галузі міжнародного зв'язку, аналогічному ЗАТ «УТЕЛ», також запущена базова станція у Сараті
- липень — організація зв'язку, Інтернету і факсу для адміністрації, а також прикордонних військ на острові Зміїний
- серпень — початок тестування 3G1x
- листопад — завершення робіт з оцифрування РРЛ ОРТПЦ у напрямку Одеса — Ізмаїл для організації цифрових каналів зв'язку і поширення телепрограм
- грудень — початок надання послуг комутованої та швидкісної передачі даних, завершення будівництва першої черги транспортної мережі Інтертелеком в Одесі
- 10 грудня — уведено послугу «Електронний офіс» — поєднання комутованої та некомутованої передачі даних, голосового зв'язку і передачі факсу

### 2003рік
- березень — завершення робіт з оцифрування РРЛ ОРТПЦ у напрямку Одеса — Котовськ для організації цифрових каналів зв'язку і поширення телепрограм
- 3 березня — в Ізмаїлі запущена базова станція «Ізмаїл»
- 11 червня — запущена базова станція «Автодар» в Одесі
- 7 липня — запущена базова станція у Жовтні
- 1 серпня — уведена послуга «SMS-розсилка»
- вересень — уведена послуга «Конфіденційний дзвінок»
- 2 жовтня — уведена в експлуатацію базова станція у Тарутині
- 7 жовтня — підписання контракту з Lucent Technologies по розширенню комутатора центру керування і переходу мережі на двадцять першу версію програмного забезпечення
- грудень — у Чорноморську запущена базова станція Чорноморськ

### 2004рік
- січень — завершення будівництва і уведення в експлуатацію другої черги транспортної мережі в Одесі
- лютий — в Одесі запущена базова станція «Фонтанська» (вул. Курчатова)
- березень — початок монтажних робіт з розширення комутатора і центру керування

### 2005рік
- 21 січня — компанія «Інтертелеком» стала переможцем у щорічному рейтингу популярності «Народне визнання 2004». У номінації «Народний Зв'язок Року»
- 21 березня — відкриття офіційного представництва у м. Чорноморськ
- жовтень — відбулося відкриття офіційного представництва у м. Ізмаїл
- 1 жовтня — компанія отримала ліцензію на надання послуг телефонного зв'язку загального користування майже на всій території України; перехід на потужний комутатор 5ESS2000 із функціями МЦК, АМТС, ОПТС, здатний підтримувати до 500 базових станцій (750 тис. абонентів)
- 1 грудня — відкриття офіційного сервісного центру в Одесі, число абонентів компанії досягло 27000

### 2006рік
- 1 січня — відкриття офіційного представництва у м. Білгород-Дністровський
- 20 липня — компанія одержала ліцензію на мобільний зв'язок для роботи у 18 регіонах України, а також національний код доступу мережі «94»
- 1 вересня — відкриття центру продажу і обслуговування абонентів у м. Котовську
- 23 грудня — Інтертелеком почав тестування мережі третього покоління (3G EV-DO) на устаткуванні Lucent Technologies, ввів у дію код доступу до мобільної мережі NDC — 94

### 2007рік
- 7 лютого — Інтертелеком запустив мережу CDMA-зв'язку у місті Києві і Київській області
- 21 лютого — Інтертелеком запустив мережу CDMA-зв'язку в АР Крим і місті Севастополі
- 7 березня — Інтертелеком почав надавати послуги зв'язку у м. Черкаси і Черкаської області
- 21 березня — Інтертелеком відкрив фірмовий Центр продажу і обслуговування абонентів у м. Житомирі
- 29 березня — Інтертелеком відкрив Центр продажів і обслуговування абонентів у Кіровограді
- 13 квітня — Інтертелеком пропонує скористатися послугою «Мобільний номер» усім абонентам
- 27 квітня — Інтертелеком почав надавати послуги зв'язку у Вінниці
- 29 травня — Інтертелеком увів в експлуатацію 41 тис. номерів в обласних центрах України
- 3 липня — відкриття Центру продажу у м. Миколаєві
- 10 липня — компанія Інтертелеком успішно завершила перший етап створення мережі сільського зв'язку з бездротовим доступом в Одеській області. У рамках проекту побудовані мережі місцевого зв'язку стандарту CDMA з нумерацією міста Чорноморська і 20 районів Одеської області загальною ємністю 48 тисяч номерів
- 17 серпня — абоненти Інтертелеком завдяки Global Message Services можуть обмінюватися SMS з GSM-оператором «Київстар» і національними CDMA-операторами
- 31 серпня — компанія Інтертелеком стала переможцем конкурсу «Найкращий підприємець року в Одеській області» у номінації «Найкращий підприємець у сфері зв'язку»
- 20 вересня — початком виходу на західні регіони України стало відкриття Центру продажу і обслуговування абонентів у м. Івано-Франківську
- 25 вересня — компанія Інтертелеком відкрила Центр продажу і обслуговування абонентів у м. Рівне
- 28 вересня — відбулося офіційне відкриття Центру продажу і обслуговування абонентів у місті Тернополі
- 15 листопада — запуск у комерційну експлуатацію мережу у м. Ужгород
- 20 листопада — відкриття Центра продажу та обслуговування абонентів компанії у м. Чернівці
- 21 грудня — відкриття Центру продажу таі обслуговування абонентів у м. Кременчук
- 27 грудня — кількість діючих абонентів мережі «Інтертелеком» перевищила 100 000

### 2008рік
- 1 квітня — «Інтертелеком» перейшов на EVDO Rev. А
- 3 квітня — запуск комерційної експлуатації мережі в Чернігові і Чернігівській області
- 7 квітня — офіційне відкриття центра продажів і обслуговування абонентів у м. Хмельницький
- 10 квітня — завершено перший етап розвитку мережі компанії «Інтертелеком». Відкрито центр продажів і обслуговування абонентів у м. Луцьку
- 28 квітня — «Інтертелеком» виводить на ринок мобільні голосові й інтернетові prepaid-послуги
- 12 серпня «Інтертелеком» завершив перший етап розвитку мережі 3-го покоління за технологією EVDO Rev A. В режим широкосмугового доступу з максимальною швидкістю download — 3,1 Мбіт/с та upload — 1,8 Мбіт/с переведено 150 базових станцій в 16 областях та обласних центрах України
- 8 вересня — абонентська база «Інтертелеком» перевищила 200 000 абонентів
- 9 вересня — технічні спеціалісти ТОВ «Інтертелеком» винайшли технічне рішення по підтримці режиму EVDO Rev.A на загальній несній частоті з 3G 1X
- 2 жовтня — «Інтертелеком» розпочав тестову експлуатацію нової послуги — IPTV та радіо
- 31 жовтня — «Інтертелеком» ввів в експлуатацію високогірну базову станцію в районі гірськолижного курорту Буковель Івано-Франківської області
- 1 листопада — відкрито Центр продажу та обслуговування абонентів в м. Ніжин Чернігівської області
- 31 грудня — абонентська база «Інтертелеком» становить 245 500 абонентів

### 2009рік
- 9 лютого — абонентам-користувачам АССА надана можливість поповнення рахунку на сайті Інтертелеком за допомогою платіжних карток VISA або MasterCard
- 10 березня — Інтертелеком продовжує телефонізацію сільської місцевості в Чернігівській області
- 16 березня — компанії «Інтертелеком» виповнилося 8 років
- 23 березня — Інтертелеком продовжує телефонізацію сільської місцевості в Київській області
- 16 квітня — Інтертелеком надає абонентам можливість керування послугами компанії за допомогою електронної Автоматичної Системи Самообслуговування Абонентів (АССА)
- 27 травня — Інтертелеком надає абонентам можливість проводити зміну тарифного плану в АССА
- 4 червня — абонентам-користувачам АССА надана можливість поповнення рахунку зі сайту «Інтертелеком» за допомогою WebMoney
- 10 липня — Інтертелеком вводить додаткову нумерацію мережі місцевого безпровідного зв'язку стандарту CDMA в м. Черкаси
- 15 липня — абонентам-користувачам АССА надана можливість отримання деталізації вихідних та вхідних дзвінків online
- 16 липня — ТОВ «Інтертелеком» отримав ліцензії на користування радіочастотним ресурсом та на надання послуг мобільного зв'язку, міжміського телефонного зв'язку та фіксованого місцевого телефонного зв'язку з використанням безпровідного доступу по технології CDMA в Донецькій, Дніпропетровській, Запорізькій, Луганській, Львівській та Харківській областях

### 2010рік
- 18 лютого — З 16 лютого компанія «Інтертелеком» вводить нумерацію мережі місцевого бездротового зв'язку стандарту CDMA у місті Лубни, у кількості двох тисяч номерів (5361) 78000 — 79999. Раніше в Полтавській області були введені в експлуатацію десять тисяч номерів у Комсомольському, Кременчуцькому, Миргородському, Великобагачанскому, Карловскому, Кобеляцкому, Шишацкому районах Полтавської області. Таким чином, загальна номерна ємкість компанії «Інтертелеком» у районах Полтавській області становить — 12 тисяч номерів. Номерна ємкість національного оператора зв'язку в обласному центрі, місті Полтава — ще 11 тисяч номерів.
- 10 вересня — нова послуга «Легко заробляй». Абоненти, які активували цю послугу, отримують бонуси за вхідні дзвінки
- 1 березня «Інтертелеком» продає брендований (з логотипом «Інтертелеком») модем Huawei EC 226 за ціною 1 грн. при підключенні на контракт. Кількість користувачів (абонентів) перевищила 400тис.
- 23 березня Верховний Суд України поставив крапку в багатомісячному судовому марафоні, ініційованому компаніями-інсайдерами: ITC (CDMA Україна), «Схід Телеком» (м. Харків), «Українська Хвиля» (м. Львів), які заперечують законність видачі НКРЗ ліцензій № 466290, № 466294, № 466292, № 466293 від 14 липня 2009 року Товариству з обмеженою відповідальністю «Інтертелеком».
- 21 квітня За ініціативою Міністерства промислової політики АР Крим компанія «Інтертелеком» візьме участь в доброчиній акції до дня Перемоги і надасть 80 стаціонарних терміналів LG LSP 400 для ветеранів і учасників ВВВ. Установка телефонного устаткування і подальше надання послуг зв'язку відбувається за рахунок компанії.
- 15 квітня Нова послуга «Нічний Безліміт» з 00.00 до 08.00 ранку при швидкості передачі даних — до 3,1 Мбіт/с. Вартість 45грн на місяць
- 27 травня Інтертелеком надає нову послугу «Переказ грошей». Послуга безкоштовна. Тільки для абонентів — фізичних осіб.

### 2011рік
- 1 лютого Нова послуга для абонентів голосових тарифних планів — «Дружній оператор»
- 15 квітня нова послуга «Sip-номер» — дозволяє телефонувати зі свого номера, використовуючи інтернет, наприклад, там, де немає покриття, або за кордоном. Також оператор запускає послугу «Знову на зв'язку». Послуга дозволяє отримувати SMS-повідомлення про появу абонента в мережі, якому було здійснено дзвінок, коли він перебував поза зоною дії оператора. Вартість активації 0 гривень, абонентська плата за послугу 0 гривень. Новим абонентам підключення здійснюється автоматично.
- 27 травня — визнаний переможцем Міжнародного конкурсу «Фаворити Успіху — 2010» як найкращий «Оператор стільникового зв'язку в стандарті CDMA»[4].
- 2 червня «Інтертелеком» передав Національній комісії регулювання зв'язку заяву про повернення незадіяного номерного ресурсу у Чернівецькому районі Вінницької області, Рахівському, Свалявському районах Закарпатської області, Долинському, Олександрівському, Новоархангельскому районах Кіровоградської області, Володарському районі Київської області та Канівському, Тальнівському районах Черкаської області загальною ємністю 9 000 номерів. Таке рішення прийняте керівництвом компанії у зв'язку з відсутністю можливості у ВАТ «Укртелеком» організувати точки взаємнопідключення з мережею загального користування по заяві ТОВ «Інтертелеком» у вказаних районах за католожною ціною. Про це керівництво «Укртелеком» повідомило «Інтертелеком» своїм листом від 27 квітня 2011 р.
- 23 червня «Інтертелеком» оголошує про початок комерційної експлуатації технології CDMA / EV-DO Rev B+ і надання послуг передачі даних на її основі. Особливістю цієї версії стандарту CDMA є можливість об'єднання до трьох стандартних каналів CDMA між абонентом і базовою станцією і досконаліший режим роботи радіоінтерфейсу. Завдяки цьому максимально можливі пікові швидкості передачі даних в режимі RevB+ складають до 14.7 Мбіт/с від базової станції до абонента і 5.4 Мбіт/с від абонента до базової станції. Збільшення граничних швидкостей дозволяє абонентам отримувати вищі середні швидкості (не менше ніж трикратне збільшення в тому ж місці і в той же час), ніж в RevA, пріоритетне проходження інформаційних пакетів, значно поліпшити рівномірність швидкості передачі даних.

### 2012рік
- Оператор «Інтертелеком» першим з українських операторів впровадив для абонентів сервіс Gmail SMS від Google. Користувачі Gmail можуть відправляти через чат безкоштовні SMS абонентам оператора «Інтертелеком» на мобільний номер 94 і отримувати миттєві відповіді за допомогою SMS.
- Розширено лінійку для вибору захисту від комп'ютерних вірусів послугою «Антивірус Лабораторії Касперського».
- У 2012 році оператор «Інтертелеком» запустив послугу «Батьківський контроль» і спеціальні тарифні пропозицію «Дитячий 3G Інтернет» та «3G Тінейджер» для безпечного використання мобільного 3G-інтернету дітьми.
- У червні у відповідності з отриманими ліцензіями оператор «Інтертелеком» організував першу комерційну зону широкосмугового доступу в інтернет за технологією Wi-Fi.
- Відкриття офіційних сторінок оператора в популярних соціальних мережах «Facebook» і «Вконтакте».
- Оператор «Інтертелеком» виступив постачальником телекомунікаційних послуг для реалізації проекту забезпечення відеоспостереження для парламентських виборів. Оператор забезпечив 2163 виборчих дільниць у найвіддаленіших населених пунктах швидкісним мобільним доступом до мережі інтернет у районих центрах та селах.
- У грудні оператор «Інтертелеком» першим з українських операторів зв'язку підписав партнерську угоду з міжнародним електронним платіжним сервісом ezetop, для поповнення абонентських рахунків за кордоном.
- 19 грудня 2012 в Одесі відбулося відкриття найбільшого центру обслуговування абонентів нового формату оператора «Інтертелеком» в Україні.
- У продаж надійшло дитяче коробкове рішення, спеціально розроблене для використання інтернет-доступу дітьми та підлітками з обмеженням доступу до «небезпечного» контенту.

### 2016рік
- 11 листопада 2016 року в центральному офісі компанії СБУ провела обшук, під час якого, за повідомленням спецслужби, було виявлене серверне обладнання для забезпечення зв'язку між окупованим Кримом та Росією і невизнаною Придністровською республікою, а також значна сума готівки[5]. Внаслідок проведення слідчих дій, певний час компанією не надавились телекомунікаційні послуги, сайт компанії не відповідав.

### 2019рік
- 22 травня 2019 року була анонсована зміна умов тарифікації в більшості тарифних планів з 1 червня 2019 року, яка призведе до скорочення обсягу хвилин на дзвінки та інтернет-трафіку. У інтернет-тарифах з обмеженням швидкості після вичерпання денного інтернет-трафіку буде встановлено обмеження швидкості 64 кілобіт на секунду, замість 128 кілобіт. В тарифних планах з безлімітним інтернетом (окрім тарифного плану «Безлімітний інтернет») буде встановлено денне обмеження інтернет-трафіку на максимальній швидкості.[6]

### 2021рік
- 1 червня 2021 року були відключені всі голосові абоненти в областях, крім Одеської[7]

### 2025 рік
- У січні 2025 року компанія «Інтертелеком» перейшла на надання послуг у стандарті GSM[8].

## Кількість абонентів
Станом на 16 березня 2017 абонентська база склала 1,45 млн абонентів.